# Церква святого архістратига Михаїла (Данилівці)
Церква святого архістратига Михаїла в Данилівцях — парафія і храм греко-католицької громади Озернянського деканату Тернопільсько-Зборівської архієпархії Української греко-католицької церкви в селі Данилівці Тернопільського району Тернопільської области.

## Історія церкви
Храм у селі Нище Тернопільського району збудували в XVII столітті, а в 1715 році його викупили мешканці Данилівців, які не мали власної церкви. Напис всередині храму свідчить: «Храм св. Архистратига Михаїла збудований в с. Нище і перевезений в Данилівці 1715 року. Притвір добудований 1928 року. З ласки Божої, щедрими пожертвами парафіян храм розмальований Р. Б. 1998».
У першій третині XX століття парафія і храм у Данилівцях були дочірніми від парафії села Осташівці. У 1930-х роках дерев'яну церкву перекрили бляхою. У 1935—1945 роках храм зазнав пошкоджень, але згодом його відремонтували. Розпис виконав художник Володимир Рейтар з Осташівців. У 1990 році нові розписи створив виходець із села Богдан Баліцький, який проживає у Львові. У 2006 році парафіяни відтворили навколо храму Хресну дорогу.
У 2012 році зовнішній вигляд церкви обшили фальбрусом завдяки пожертві Сергія Шамра, уродженця села, що нині мешкає в Озерній. Після реконструкцій церква в Данилівцях ззовні більше нагадує нову, аніж давню, як і храм у селі Бзовиця.
До 1946 року парафія і храм належали до УГКЦ. У період з 1946 до 1990 року вони були в юрисдикції РПЦ, а з 1990 року — знову в лоні УГКЦ.
При парафії діють: братство Матері Божої Неустанної Помочі, спільнота «Матері в молитві» та Марійська дружина.

## Парохи
- о. Володимир Пиж (1980-ті роки),
- о. Йосип Янішевський,
- о. Іван Колодій,
- о. Михайло Вересюк (3 місяці),
- о. Омелян Кобель (два роки),
- о. Василь Прокопів (4 роки),
- о. Мирослав Гордійчук (1995—2003),
- о. Михайло Пошва (2003),
- о. Петро Половко (вісім місяців),
- о. Микола Джиджора (з 4 вересня 2003).